# Sereď
Sereď (em húngaro: Szered) é uma cidade da Eslováquia, situada no distrito de Galanta, na região de Trnava. Tem 30,45 km² de área e sua população em 2018 foi estimada em 15.581 habitantes.

## Demografia
| Ano:        | 1994   | 2004   | 2014   | 2024   |
| ----------- | ------ | ------ | ------ | ------ |
| Broj ljudi: | 17 567 | 17 286 | 15 993 | 15 059 |
| Razlika:    |        | -1,59% | -7,48% | -5,84% |

| Ano:               | 2023   | 2024   |
| ------------------ | ------ | ------ |
| Número de pessoas: | 15 166 | 15 059 |
| Diferença:         |        | -0,70% |